# 艾格尔
艾格尔（法語：Aigre，法語發音：[ɛɡʁ] ⓘ）是法国夏朗德省的一个市镇，位于该省中北部偏西，属于孔福朗区。2019年，市镇维勒热叙并入艾格尔。

## 地理
艾格尔（45°53'39"N, 0°0'38"E）面积23.82 平方千米，位于法国新阿基坦大区夏朗德省，该省份为法国西部内陆省份，北起德塞夫勒省和维埃纳省，东临上维埃纳省，东南至多尔多涅省，南至多爾多涅省，西接滨海夏朗德省。
与艾格尔接壤的市镇（或旧市镇、城区）包括：埃布雷翁、圣弗赖涅、奥拉杜尔、蒙斯、马西亚克-朗维尔、富克尔、蒂松。
艾格尔的时区为UTC+01:00、UTC+02:00（夏令时）。

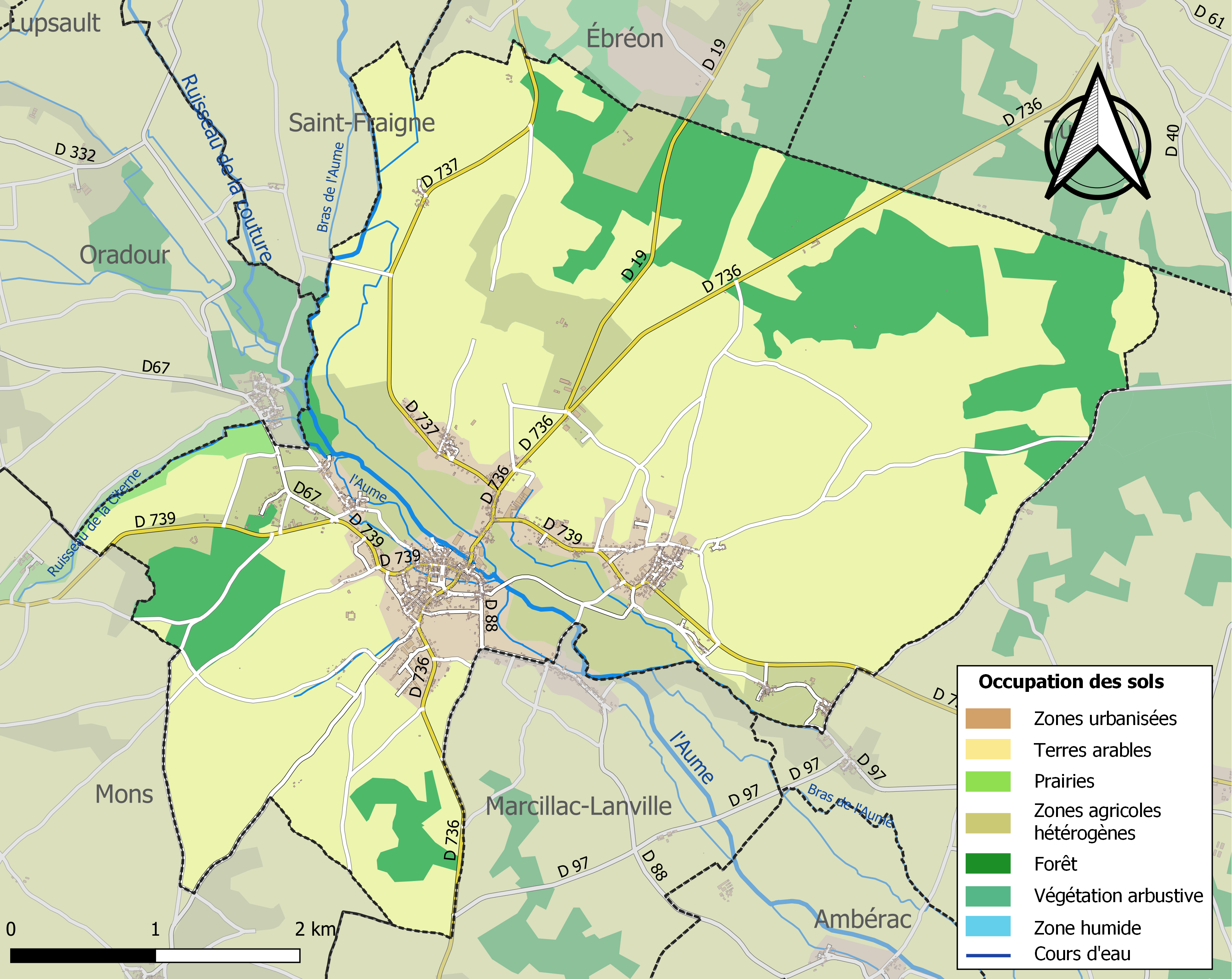
艾格尔的OSM定位图

## 行政
艾格尔的邮政编码为16140，INSEE市镇编码为16005。

## 政治
艾格尔所属的省级选区为夏朗德北县。

## 人口

1962-2008年间艾格尔人口变化图示

艾格尔于2022年1月1日时的人口数量为1600人。